# Within the Realm of a Dying Sun
Within the Realm of a Dying Sun – trzeci album studyjny zespołu Dead Can Dance, wydany 27 lipca 1987 roku przez wytwórnię 4AD w wersji winylowej i kompaktowej.
11 listopada 2016 roku wytwórnia 4AD wznowiła winylowe wydanie albumu.

## Wydanie i promocja albumu
Materiał muzyczny został zarejestrowany w okresie od kwietnia do maja 1987 roku w Woodbine Street Recording Studios. Longplay ukazał się w brytyjskich sklepach 27 lipca 1987 roku. Towarzyszyły mu przychylne opinie, zarówno szefa 4AD, jak i periodyków muzycznych:
- Ivo-Watts Russell – „logiczny postęp w karierze Lisy i Brendana”[4],
- Sounds – „krok naprzód”[4],
- Q – „monument, klasztor lub przyciemnione okno, wspaniale łączący głos Brendana Perry’ego i Lisy Gerrard”[4],
- Music Week – „muzyka wielkiego krajobrazu, czasami idąca śladami Philipa Glassa”[4],
- Jedynie recenzentka Melody Maker oceniła muzykę albumu jako „nudniejszą niż piekło”[4].

Wydaniu Within the Realm of a Dying Sun towarzyszyła, po raz pierwszy w karierze zespołu, profesjonalnie zaplanowana trasa koncertowa. Jednak trudności organizacyjne (wynajęcie sali odpowiedniej dla 10 muzyków i około 20 osób personelu technicznego) i finansowe sprawiły, że ostatecznie zorganizowano tylko dwa koncerty, w Birmingham i w Londynie, oba w sierpniu 1987 roku. Koncert londyński został pozytywnie oceniony przez recenzenta Melody Maker, który podkreślił bogate brzmienie zespołu, charakterystyczne głosy jego członków oraz elastyczne wykorzystanie napięć i zmian nastroju.
Promocja albumu była pomyślana przez Brendana Perry’ego jako wyjście muzyki proponowanej przez zespół ze zbyt ciasnych ograniczeń muzyki pop i pozyskanie dla niej nowych odbiorców. Jego celem było zatarcie granic między muzyką pop a muzyką poważną i w konsekwencji – zanik wszelkich podziałów i gatunków muzycznych oraz oddzielenie muzyki od bieżących mód.

## Opis albumu

### Okładka

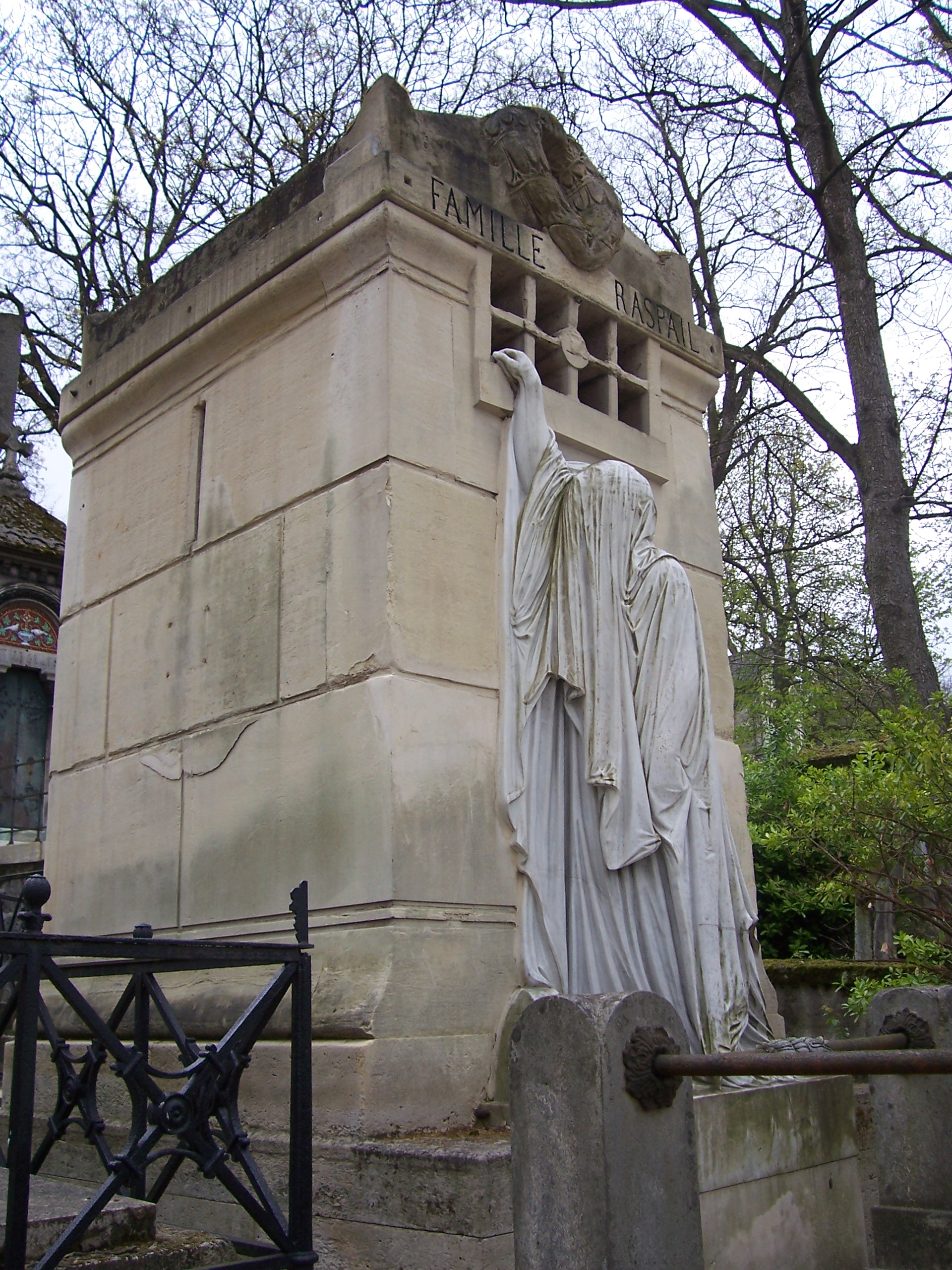
Nagrobek François-Vincenta Raspaila

Choć większość okładek albumów artystów nagrywających dla 4AD zaprojektowali Vaughan Oliver (designer graficzny) i Nigel Grierson (fotograf), tworzący spółkę 23 Envelope, to okładkę longplaya Within the Realm of a Dying Sun zaprojektował Brendan Perry. Chciał on mieć kontrolę nad całą działalnością zespołu, w tym nad spójnością artystyczną płyty. Po rozpatrzeniu kilku projektów ostatecznie doszedł do wniosku, iż jej głównym elementem powinna być statua, ponieważ – według jego określenia – jest to dość symboliczny wizerunek, najlepiej wyrażający nastrój tego albumu – poczucie straty, utracenie na zawsze kogoś bliskiego. Uważał, iż muzyka zaproponowana na płycie odzwierciedlała taką właśnie myśl. Poszukując odpowiedniego widoku wybrał fotografię autorstwa Bernarda Oudina, przedstawiającą grobowiec, o który opiera się postać symbolizująca śmierć.
Zdjęcie zamieszczone na okładce albumu zrobione zostało na cmentarzu Père-Lachaise w Paryżu i przedstawia fragment grobowca François-Vincenta Raspaila, francuskiego lekarza, chemika i polityka z XIX wieku.
Reprodukcja fotografii wypełniła lewą stronę okładki (2/3), natomiast strona prawa (1/3) pozostawiona została jako czarna. Na okładce nie umieszczono ani tytułu albumu, ani nazwy wykonawcy. Taki zamiar artystyczny, korespondujący z treścią albumu, okazał się jednak nietrafiony z komercyjnego punktu widzenia, ponieważ produkt nie zwracał na siebie uwagi.

### Muzyka
Album (longplay) został podzielony na dwie części: pierwsze cztery utwory (strona A longplaya) śpiewa Brendan Perry a drugie cztery (strona B longplaya) – Lisa Gerrard. Decydując się na taki układ utworów muzycy postanowili nie tylko zaprezentować zespół jako całość, ale także wykorzystać okazję do zademonstrowania swych indywidualnych umiejętności. Zespół wspomogli po raz kolejny muzycy studyjni, grający na instrumentach smyczkowych, a także na instrumentach dętych blaszanych i perkusyjnych. Materiał muzyczny rozpoczyna „Anywhere Out of the World”. Utwór ten, ewokujący klimat „Enigma of the Absolute”, oparty został na brzmieniu dzwonów i keyboardowym podkładzie basowym. W podobnym klimacie utrzymana jest pozostała część pierwszej strony. Drugą stronę albumu wypełniły utwory zaśpiewane przez Lisę Gerrard. Wojskowe brzmienie bębnów i rogów, którymi rozpoczyna się „Dawn of the Iconoclast”, przywodzi na myśl wpływy muzyczne od Richarda Wagnera po zespół Laibach. Góruje nad nimi głos solistki. Kolejny utwór, „Cantara”, oparty został na jednostajnym rytmie perkusji. Słyszalne są w nim inspiracje taneczną muzyką cygańską, brzmieniem orkiestrowym oraz pewnym odwołaniem do muzyki arabskiej. Po nieco formalnym „Summoning of the Muse” następuje finałowy „Persephone”, zamykający cały album.
Utwory śpiewane przez Brendana Perry'ego mają normalne teksty i utrzymane są w charakterystycznym dla niego, klasycyzującym i podniosłym stylu. Natomiast utwory Lisy Gerrard śpiewane są w wymyślonym przez nią, sztucznym języku i zawierają (w warstwie muzycznej) wiele odwołań do dawnej muzyki europejskiej, a także do muzyki bałkańskiej, hinduskiej, tybetańskiej czy arabskiej – wszystko splecione w oryginalną, poruszającą całość.
Lisa Gerrard pytana, dlaczego zdecydowała się śpiewać w dziwnym, wymyślonym przez siebie języku, wyjaśniała:

Gdy jako mała dziewczynka zaczynałam śpiewać, uciekałam do buszu, gdzie nikt mnie nie słyszał, więc mogłam śpiewać jak najgłośniej tylko potrafiłam. W tym też czasie mój ojciec zbierał płyty, głównie z muzyką irlandzką i ze Środkowego Wschodu, więc nigdy nie rozumiałam słów zamieszczonych tam piosenek. Zresztą, ja nigdy nie rozumiem słów, gdy ktoś śpiewa, nawet na płytach z muzyką pop. Dlatego też nie używam słów, ponieważ to nie one poruszają słuchacza, nie one oddziałują na niego…

### Lista utworów (CD)
Informacje na podstawie Discogs:
| 1. | „Anywhere Out of the World              | 5:08  |
|    |                                         |       |
| 2. | „Windfall”                              | 3:30  |
|    |                                         |       |
| 3. | „In the Wake of Adversity”              | 4:14  |
|    |                                         |       |
| 4. | „Xavier”                                | 6:16  |
|    |                                         |       |
| 5. | „Dawn of the Iconoclast”                | 2:06  |
|    |                                         |       |
| 6. | „Cantara”                               | 5:58  |
|    |                                         |       |
| 7. | „Summoning of the Muse”                 | 4:55  |
|    |                                         |       |
| 8. | „Persephone (the Gathering of Flowers)” | 6:36  |
|    |                                         |       |
|    |                                         | 38:43 |
|    |                                         |       |

## Twórcy

### Zespół
- Brendan Perry – muzyka, śpiew, projekt oprawy graficznej, pozostałe instrumenty
- Lisa Gerrard – muzyka, śpiew, pozostałe instrumenty

### Muzycy towarzyszący
- Gus Ferguson – wiolonczela
- Tony Gamage – wiolonczela
- Francisco Cabeza – inżynieria dźwięku
- John A. Rivers – inżynieria dźwięku
- Ruth Watson – obój
- Bernard Oudin – zdjęcia
- Peter Ulrich – instrumenty perkusyjne, kotły
- John Singleton – puzon
- Richard Avison – puzon
- Andrew Claxton – puzon, tuba
- Mark Gerrard – trąbka
- Piero Gasparini – altówka
- Alison Harling – skrzypce
- Emlyn Singleton – skrzypce

## Odbiór

### Opinie krytyków
| Oceny łączne      | Oceny łączne |
| Publikacja        | Ocena        |
| ----------------- | ------------ |
| Album of the Year | 80/100       |
| Recenzje          |              |
| Publikacja        | Ocena        |
| AllMusic          | [ 3 ]        |
| laut.de           | [ 13 ]       |
| Prog Archives     | 4.10/5.0     |
| RYM               | 3.87/5       |
| Sputnikmusic      | 5.0/5        |
| Tylko Rock        | [ 17 ]       |

Zdaniem Alexandra Cordasa z magazynu laut.de po wydaniu tego albumu nic już nie było takie samo ani dla zespołu ani dla jego fanów. „Muzyczny wątek narracyjny przewijający się przez album sprawia, że Within the Realm of a Dying Sun to boska ścieżka dźwiękowa do filmu, który kształtuje się tylko w głowie” – ocenia autor. Wskutek tego oboje z trudem unikali zamówień ze strony przemysłu filmowego. Dzięki albumowi nazwa Dead Can Dance stała się synonimem dwóch kreatywnych, wszechstronnych artystów, którzy przesuwali granice idąc własną drogą. Oboje zajmują wyjątkową pozycję w przemyśle muzycznym, choć ich kolejne albumy nigdy nie dorównały temu pionierskiemu osiągnięciu.
Według Neda Raggetta z AllMusic Within the Realm of a Dying Sun „służy zarówno jako prezentacja coraz bardziej ambitnego zespołu, jak i szansa, aby oboje zademonstrowali swoje niesamowite talenty”.
W ocenie Macieja Wesołowskiego z czasopisma Tylko Rock motywem przewodnim albumu jest „poczucie tymczasowości ziemskiej egzystencji, świadomość śmierci i przemijania oraz bezradność człowieka wobec potęgi targających nim sil”. Zdaniem autora „dla wrażliwego słuchacza Within the Realm of a Dying Sun jest przeżyciem niemal metafizycznym”, zaś zespół funduje słuchaczom „ni mniej ni więcej tylko darmowe połączenie z tamtym światem”. 

Within the Realm of a Dying Sun to jeden z najbardziej klimatycznych albumów wszech czasów. Muzyka jest bardzo podobna do złowieszczego tytułu i tajemniczej okładki albumu: mroczna, nawiedzająca i niesamowita. Choć na początku może wydawać się minimalistyczna, pod powierzchnią dzieje się naprawdę wiele.